# Morphinomimétique
Un morphinomimétique est une substance chimique, endogène ou exogène, qui reproduit tout ou partie des effets de la morphine. Il peut s’agir de substances naturellement produites par l’organisme (endogène) comme les endorphines qui sont des peptides morphinomimétiques. Il peut aussi s’agir de produits de synthèses employés en thérapeutique, essentiellement comme analgésique,,.
En anesthésie, les morphinomimétiques qui sont utilisés sont des agonistes purs de la morphine.
Employė comme nom ou comme adjectif, le terme est construit à partir du grec  Morpheús (Morphée dieu du sommeil et des songes) et mimêtikós imitateur.